# Caulastraea curvata
Espèce
Statut CITES
Caulastraea curvata est une espèce de coraux appartenant à la famille des Faviidae ou la famille Merulinidae.